# Droga krajowa N03 (Ukraina)

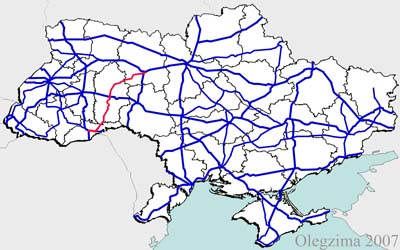

Droga krajowa N03 (ukr. Автошлях Н 03) – droga krajowa na Ukrainie. Rozpoczyna się w Żytomierzu, następnie biegnie na południowy zachód przez Cudnów, Lubar, Starokonstantynów, Chmielnicki, Jarmolińce, Dunajowce, Kamieniec Podolski i kończy się w Czerniowcach. Droga ma 335 km i przechodzi przez 3 obwody: żytomierski, chmielnicki oraz czerniowiecki.